# 티엔깜타인부
티엔깜타인부(베트남어: Thiên Cảm Thánh Vũ / 天感聖武 천감성무 / 1044년 11월 ~ 1049년 2월)는 베트남 리 왕조(李朝) 태종(太宗) 리펏마(李佛瑪)의 다섯번째 연호이다.

## 개원
- 민다오(明道) 3년(1044년) 11월에 연호를 티엔깜타인부(天感聖武)로 개원함.[1][2][3]

- 티엔깜타인부(天感聖武) 6년(1049년) 2월에 연호를 숭흥다이바오(崇興大寶)로 개원함.[1][2][4]

## 연대 대조표
| 티엔깜타인부 | 원년       | 2년        | 3년        | 4년        | 5년        | 6년        |
| 서기(西紀)   | 1044년     | 1045년     | 1046년     | 1047년     | 1048년     | 1049년     |
| 간지(干支)   | 갑신(甲申) | 을유(乙酉) | 병술(丙戌) | 정해(丁亥) | 무자(戊子) | 기축(己丑) |

## 동시대 연호

### 중국
북송(北宋)
- 경력(慶曆) (1041년 ~ 1048년)
- 황우(皇祐) (1049년 ~ 1054년)

요(遼)
- 중희(重熙) (1032년 ~ 1055년)

대리국(大理國)
- 천명(天明) (1043년 ~ 1044년)
- 보안(保安) (1045년 ~ 1052년)

서하(西夏)
- 천수예법연조(天授禮法延祚) (1038년 ~ 1048년)
- 연사녕국(延嗣寧國) (1049년)

### 일본
- 조큐(長久) (1040년 ~ 1044년)
- 간토쿠(寛徳) (1044년 ~ 1046년)
- 에이쇼(永承) (1046년 ~ 1053년)